# Miejscowości Tokelau
Według danych oficjalnych pochodzących z 2011 roku Tokelau (terytorium stowarzyszone Nowej Zelandii) posiadało 4 miejscowości o ludności przekraczającej 100 mieszkańców. Brak stolicy, każdy atol posiada własny ośrodek administracyjny. Atafu jako jedyna miejscowość liczyła ponad 500 mieszkańców, czyli blisko 1/3 wszystkich mieszkańców terytorium; oraz reszta miejscowości poniżej 500 mieszkańców.

## Największe miejscowości na Tokelau
Największe miejscowości na Tokelau według liczebności mieszkańców (stan na 18.10.2011):
| L.p. | Miasto   | Atol     | Liczba ludności |
| ---- | -------- | -------- | --------------- |
| 1.   | Atafu    | Atafu    | 575             |
| 2.   | Nukunonu | Nukunonu | 355             |
| 3.   | Fakaofo  | Fakaofo  | 265             |

## Alfabetyczna lista miejscowości na Tokelau
Spis miejscowości Tokelau według danych szacunkowych z 2011 roku:
- Atafu
- Fakaofo
- Fale
- Nukunonu